# クリスチャン・ガルシア
クリスチャン・J・ガルシア（Christian J. Garcia , 1985年8月24日 - ）は、アメリカ合衆国・フロリダ州マイアミ出身のプロ野球選手。右投右打。

## 経歴
2004年、MLBドラフト3巡目（全体99位）でニューヨーク・ヤンキースから指名され、6月16日に入団。
2007年に右肘関節の尺側側副靱帯を損傷したためトミー・ジョン手術を行った。
2008年11月20日、40人枠入りを果たした。
2010年4月に再び右肘関節の尺側側副靱帯を損傷したため、2度目のトミー・ジョン手術を行った。5月14日に放出された。
2011年7月21日、ワシントン・ナショナルズと契約した。
2012年9月3日にメジャー初昇格を果たした。9月4日のシカゴ・カブス戦でメジャーデビュー。6回途中2死から登板し、打者1人を無失点に抑えた。この年はリリーフとして13試合に登板したが、9月24日にデーブ・ジョンソン監督が先発転向を発表した。
2013年は手首や肩、ハムストリングの故障のため故障者リスト入りし、メジャーでの登板はなかった。
2014年3月20日にAAA級シラキュース・チーフスへ異動し、開幕をAAA級で迎えた。AAA級では10試合に登板したが、6月25日に放出された。